# Melampittidae
Las melampitas (Melampittidae) son una familia de aves paseriformes que comprende dos especies endémicas de Nueva Guinea. Las dos especies son clasificadas en géneros monotípicos, la melampita grande en el género Megalampitta y la melampita chica en el género Melampitta. Son aves poco estudiadas y, antes de establecerse como una familia en 2014, sus relaciones taxonómicas con otras especies eran inciertas, ya que en algún momento se consideraron relacionadas de diversas maneras con las pitas, los timalíidos y las aves del paraíso.
Son pájaros de tamaño pequeño a mediano con el plumaje negro, patas fuertes y las alas cortas y redondeadas. Son principalmente terrestres, se alimentan de insectos e invertebrados que encuentran en la hojarasca del bosque.